# Celina (djur)
Celina är ett släkte av skalbaggar. Celina ingår i familjen dykare.

## Dottertaxa tillCelina, i alfabetisk ordning[1]
- Celina aculeata
- Celina adusta
- Celina amabilis
- Celina angustata
- Celina bonvouloiri
- Celina bruchi
- Celina conspicua
- Celina contiger
- Celina crassicornis
- Celina cubensis
- Celina debilis
- Celina dufaui
- Celina forsteri
- Celina freudei
- Celina gracilicornis
- Celina grossula
- Celina guayaquilensis
- Celina hubbelli
- Celina imitatrix
- Celina intacta
- Celina languida
- Celina latipes
- Celina longicornis
- Celina mucronata
- Celina muricata
- Celina occidentalis
- Celina palustris
- Celina parallela
- Celina paulista
- Celina picea
- Celina punctata
- Celina reclusa
- Celina slossoni
- Celina vitticollis